# Tipper Gore
Pour les articles homonymes, voir Tipper et Gore.
Mary Elizabeth Gore, dite Tipper Gore, née Aitcheson le 19 août 1948 à Washington D.C. est une écrivaine, photographe, psychologue et femme politique américaine. 
Ancienne épouse d'Al Gore, elle est la Deuxième dame des États-Unis de 1993 à 2001.

## Biographie
Elle est à l'origine de la création du Parents Music Resource Center et des autocollants indiquant la mention « Parental Advisory: Explicit Content » sur les CD musicaux.
Elle est actuellement[Quand ?] présidente de la Recording Industry Association of America. 

### Vie privée
Elle épouse Al Gore le 19 mai 1970 et le couple a quatre enfants ; Karenna (1973), Kristin (1977), Sarah (1979) et Albert (1982).
Elle aide son mari dans les différentes campagnes électorales tout en poursuivant son métier de photographe indépendante. Les deux époux se séparent en juin 2010.